# Şenol Birol
Şenol Birol (* 25. November 1937 in Rize; † 3. März 2022) war ein türkischer Fußballspieler und -trainer. Durch seine langjährigen Tätigkeiten für Beşiktaş Istanbul und Fenerbahçe Istanbul wird er sehr stark mit diesen Vereinen assoziiert und von beiden Vereinen als einer ihrer legendärsten Spieler angesehen. Er war ein wichtiger Teil jener Beşiktaş-Mannschaft, die zum ersten Mal die türkische Meisterschaft holen konnte und Teil jener Fenerbahçe-Mannschaft, die zum ersten Mal zwei Mal hintereinander die türkische Meisterschaft gewinnen konnte. In seiner Glanzzeit, die in der ersten Hälfte der 1960er Jahre lag, war er einer der erfolgreichsten und populärsten Stürmer im türkischen Fußball. Aufgrund seiner harten und präzisen Schüsse erhielt er den Spitznamen Topa ıslık çaldıran futbolcu (dt.: Der Fußballspieler, der den Ball pfeifen ließ). Er wurde immer zusammen mit seinem langjährigen Teamkameraden Birol Pekel erwähnt und spielte mit diesem sowohl seine gesamte Zeit bei Beşiktaş als auch bei Fenerbahçe. Pekel galt als wichtigster Vorlagengeber Birols. Das Offensivduo war so erfolgreich und beliebt, dass die Fans den Fangesang in Reimform Şenol Birol gol (sinngemäß zu dt.: Şenol! Birol! Ein Tor!) für sie komponierten. Dieser Fanreim, der Mehrfachbedeutungen hatte, war auch einer der Spitznamen Birols, da Birol sowohl den Vornamen seines Sturmpartners bildete als auch seinen eigenen Nachnamen. 1965 spielte er die Hauptrolle in einem Kinospielfilm der den Namen des Fanreims hatte.

## Spielerkarriere

### Verein
Die Anfänge von Birols Fußballspielerkarriere sind teilweise unbekannt. Da sein Vater im Öffentlichen Dienst tätig war, wechselte die Familie häufig den Wohnsitz und hielt sich in der zweiten Hälfte der 1940er Jahre in Çankırı auf. Nach eigenen Angaben guckte er hier als Elfjähriger sich die Spiele der örtlichen Amateurmännermannschaften an und hielt sich dabei immer hinter der Torlinie auf. Hier schoss er die ins Aus geschossenen Bälle zurück ins Spielfeld. Da er die Bälle auffällig hart und platziert zurückschoss lud ihn der Mannschaftskapitän von Çankırı Demir ein für seine Mannschaft aufzulaufen. Bei seinem ersten Spiel, bei dem er als Elfjähriger in einer Männermannschaft auflief, schoss er alle drei Tore zum 3:0-Sieg seiner Mannschaft. Nach dieser Begegnung empfahl der Mannschaftskapitän Birols Vater seinen Sohn zu einem Großstadtverein zu schicken und sagte Birol eine große Karriere voraus. Als erste dokumentierte Tätigkeit spielte Birol Mitte der 1950er Jahre für Kilimlispor und anschließend für Rize Güneşspor, einen der damals bekanntesten Vereine seiner Heimatstadt Rize. Während seiner Tätigkeit für Güneşspor besuchte der Istanbuler Verein Sarıyer GK Rize und spielte zweimal gegen Güneşspor. Seine Mannschaft unterlag zwar in beiden Spielen, jedoch erzielte Birol in beiden Spielen ein Tor und empfahl sich dadurch den Istanbulern. So verpflichtete Sarıyer ihn im Sommer 1957 gegen eine Ablösesumme von 10.000 Türkische Lira. Bei seinem neuen Verein etablierte er sich auf Anhieb als Stammspieler und wurde in seiner ersten Spielzeit mit 29 Toren Torschützenkönig der 2. Istanbuler Fußballliga.
Von Sarıyer wechselte er 1958 bzw. nach anderen Angaben Juli 1959 gegen eine Ablösesumme von 35.000 Lira zu Beşiktaş Istanbul. Mit seinem neuen Klub spielte er in der Millî Lig (der heutigen Süper Lig). Diese Liga wurde im Frühjahr 1959 als die erste landesweit ausgelegte Nationalliga der Türkei gegründet und löste die regionalen Ligen in den größeren Ballungszentren, wie z. B. die İstanbul Profesyonel Ligi (dt. Istanbuler Profiliga), als höchste und einzige türkische Spielklasse ab. Birol etablierte sich bei Beşiktaş auf Anhieb als Stammspieler und Leistungsträger. Sein Klub übernahm die Tabellenführung und beendete die Saison als Türkischer Meister, als 2. türkischer Meister. Damit gehörte Birol zu jenem Kader der die erste Meisterschaft für Beşiktaş holte. Birol bildete mit seinem Teamkollegen Ahmet Özacar, Arif Özataç, Nazmi Bilge und Birol Pekel die Offensive Beşiktaş' und trug mit zwölf Ligatoren und etlichen Vorlagen zu diesem Titel bei. Bereits in dieser Spielzeit wurde von der türkischen Fachpresse besonders Birols Zusammenspiel mit Birol Pekel hervorgehoben. Mit Pekel sollte Birol mehrere Jahre zusammenspielen und von diesem viele Torvorlagen erhalten. In den nächsten drei Saisons verfehlte zwar Beşiktaş die Meisterschaft, Birol selbst etablierte sich allmählich zu einem der besten Stürmer der Liga. Die Saison 1963/64 beendete seine Mannschaft als Vizemeister und Birol führte lange Zeit die Torschützenliste noch vor Metin Oktay, dem erfolgreichsten türkischen Stürmer der 1950er und 1960er Jahre, an. Gegen Saisonende wurde er dann von Oktay überholt und beendete die Saison mit 34 Ligatoren hinter Oktay als zweiter der Torschützenliste.
Bereits vor Ende der Saison 1962/63 bekundete der Erzrivale Fenerbahçe Istanbul Interesse an Birol und dessen Sturmpartner Birol Pekel. Da sich beide Mannschaften noch im Meisterschaftskampf befanden, sorgte dieser Anwerbeversuch Fenerbahçes für einen Eklat. Die Verantwortlichen von Beşiktaş erklärten im Gegenzug auch einige Spieler von Fenerbahçe verpflichten zu wollen. Dieser Verein verhandelte dessen unbeirrt mit den beiden Spielern und einigte sich mit beiden. Beide Spieler gerieten durch die drei letzten titellosen Spielzeiten vermehrt in die Kritik und waren deswegen einem Wechsel nicht abgeneigt. Beşiktaş lehnte unter der Führung des Vereinspräsidenten Hakkı Yeten eine Abgabe der beiden Spieler ab und betonte die Stürmer nur für eine Ablösesumme von jeweils 100.000 Türkischer Lira ziehen zu lassen. Nach diesen Entwicklungen wartete Galatasaray Istanbul das Saisonende ab und bot Beşiktaş für die beiden Stürmer 100.000 Lira an. Nach Birols eigenen Aussagen überredete der damalige Galatasaray-Trainer Gündüz Kılıç Birol zu einem Wechsel zu den Gelb-Roten, indem er ihm in Aussicht stellte mit Metin Oktay den Sturm von Galatasaray bilden zu können. Dieser Wechsel scheiterte an dem Umstand, dass Galatasaray in finanziellen Schwierigkeiten steckte und Birol erst durch den Erlös eines zum Verkauf ausgestellten Istanbuler Tankstelle bezahlen wollte. Birol lehnte diese Art der Bezahlung ab und forderte eine sofortige Bezahlung nach Vertragsunterschrift. Da Galatasaray dieser Forderung nicht nachkommen konnte, kam der Wechsel nicht zustande. Fenerbahçe reagierte daraufhin schnell und nahm Anfang Juli 1963 erst Birol Pekel unter Vertrag und einen Tag später Birol. Da bei diesem Wechsel keine Einigung mit Beşiktaş erzielt wurde, erklärte dieser Klub die Verträge für ungültig und kündigte rechtliche Schritte an. Nach mehrwöchigem Warten schaltete sich der türkische Fußballverband in die Geschehnisse ein, erklärte den Transfer für Rechtens und verpflichtete Fenerbahçe zur Zahlung einer Ablösesumme von 162.000 Lira an Beşiktaş. Nach anderen Angaben zahlte Fenerbahçe eine Ablösesumme von 200.000 Lira. Bei seinem neuen Klub etablierte sich Birol auf Anhieb als Stammspieler. Die Saison beendete er mit Fenerbahçe vor seinem alten Verein Beşiktaş als türkischer Meister. Birol war mit neun Ligatoren zweiterfolgreichster Torschütze seiner Mannschaft. Die nachfolgende 1964/65 gelang ihm mit seinem Team Titelverteidigung in der Meisterschaft, die erste der Vereinsgeschichte.
Im Sommer 1966 stellte Fenerbahçe Birol, der zuletzt teils verletzungsbedingt und teils wegen der starken Konkurrenz im Kader seltener spielt, zum Verkauf aus und legte eine Ablösesumme von 45.000 Lira fest. So wechselte Birol nach dreijähriger Tätigkeit für Fenerbahçe im Juli 1966 zum Ligarivalen und Aufsteiger Karşıyaka SK. Bei diesem Verein spielte er nur eine Saison und verließ diesen nach dem verfehlten Klassenerhalt Richtung Beşiktaş. Bei den Istanbulern gelang es ihm nicht sich gegen die jüngeren Stürmer Sanlı Sarıalioğlu und Faruk Karadoğan durchzusetzen.
Birol wechselte im Sommer 1968 zum Drittligisten Rizespor, dem Verein seiner Heimatstadt Rize. Dieser Verein, der zuvor lediglich in der regionalen Amateurliga gespielt hatte, nahm ab der Saison 1968/69 an der erst ein Jahr zuvor neugegründeten 3. Futbol Ligi teil. Birol betreute neben seiner Spielertätigkeit die Mannschaft auch als Spielertrainer. Nach einer Saison verließ er diesen Verein wieder. In der Spielzeit 1969/70 spielte er erneut für Karşıyaka SK. Mit diesem Verein erreichte er zum Saisonende die Zweitligameisterschaft und stieg in die 1. Liga auf. Nach diesem Erfolg beendete er seine Karriere.

### Nationalmannschaft
Birol wurde im Juni 1960 vom Nationaltrainer Ignác Molnár im Rahmen eines Testspiels gegen die dänische  Nationalmannschaft zum ersten Mal für das Aufgebot der türkischen Nationalmannschaft nominiert und gab in dieser Begegnung sein A-Länderspieldebüt. In dieser Begegnung erzielte er auch sein erstes Tor im Nationaldress. Bis zum Oktober 1963 kam er in sieben weiteren A-Länderspielen zum Einsatz und erzielte zwei weitere Tore.
Zudem absolvierte er zwischen 1960 und 1961 zwei Spiele für die türkische B-Nationalmannschaft, der damaligen zweiten Auswahl der türkischen Nationalmannschaft und erzielte ein Tor.

## Trivia
- Birol studierte neben seiner Fußballkarriere erfolgreich Literaturwissenschaft und war damit einer der wenigen studierten Fußballspieler seiner Zeit.[2]
- Mit seinen 34 Ligatoren in der Saison 1962/63 hält er immer noch den Vereinsrekord von Beşiktaş Istanbul als jener Spieler, der in einer Erstligasaison die meisten Tore erzielte.[5]
- 1964 initiierte Galatasaray Istanbul die Produktion des Spielfilms Taçsız Kral, in dem Stürmerstar Metin Oktay die Hauptrolle spielte. Das von Ertem Eğilmez produzierte und von dem bekannten Regisseur Atıf Yılmaz gedrehte Drama wurde zu einem Hit und steigerte die Popularität Galatasarays und Metin Oktays.[20] Um es seinen Erzrivalen gleichzutun ließ Fenerbahçe Istanbul den Konkurrenzfilm Şenol Birol Gool drehen, dessen Titel auf einen Fanreim und gleichzeitig einem Spitznamen Birols beruhte. In diesem spielte Şenol Birol die Hauptrolle und erhielt dafür eine Gage von 55.000 Lira. Die weibliche Hauptrolle spielte Fatma Girik. Birols langjähriger Sturmpartner Birol Pekel spielte eine Nebenrolle.[20]

## Erfolge
Mit Beşiktaş Istanbul
- Türkischer Meister: 1959/60
- Türkischer Vizemeister: 1962/63

Mit Fenerbahçe Istanbul
- Türkischer Meister: 1963/64, 1964/65
- Türkischer Pokalfinalist: 1964/65

Mit Karşıyaka SK
- Meister der TFF 1. Lig und Aufstieg in die Süper Lig: Türkiye 2. Futbol Ligi 1969/70

Individuell
- Torschützenkönig der İstanbul 2. Profesyonel Ligi: 1957/58